# Black Rock (wyspa)
Black Rock (Czarna skała) – niewielka skalista wysepka należąca do Wielkiej Brytanii położona na południowym Atlantyku w odległości około 16 km na południowy wschód od Shag Rocks i 170 km na północny zachód od Georgii Południowej i około 1000 km na wschód od Falklandów. Stanowi część zamorskiego terytorium: Georgia Południowa i Sandwich Południowy. Wysepka jest niezamieszkana.